# Liste der Kulturdenkmale in Kappeln
In der Liste der Kulturdenkmale in Kappeln sind alle Kulturdenkmale der schleswig-holsteinischen Stadt Kappeln (Kreis Schleswig-Flensburg) und ihrer Ortsteile aufgelistet (Stand: 21. Juli 2025).
Die Bodendenkmale sind in der Liste der Bodendenkmale in Kappeln aufgeführt.

## Legende
In den Spalten befinden sich folgende Informationen:
- Objekt-ID: die Nummer des Kulturdenkmales
- Lage: die Adresse des Kulturdenkmales und die geographischen Koordinaten. Kartenansicht, um Koordinaten zu setzen. In der Kartenansicht sind Kulturdenkmale ohne Koordinaten mit einem roten Marker dargestellt und können in der Karte gesetzt werden. Kulturdenkmale ohne Bild sind mit einem blauen Marker gekennzeichnet, Kulturdenkmale mit Bild mit einem grünen Marker.
- Offizielle Bezeichnung: Bezeichnung des Kulturdenkmales
- Beschreibung: die Beschreibung des Kulturdenkmales
- Bild: ein Bild des Kulturdenkmales

## Sachgesamtheiten
| Objekt-ID      | Lage                                       | Offizielle Bezeichnung          | Beschreibung | Bild            |
| -------------- | ------------------------------------------ | ------------------------------- | --- | --------------- |
| 37390 Wikidata | Reeperbahn 2 (54° 39′ 47″ N, 9° 55′ 45″ O) | ehem. Realschule mit Gerätehaus | ehem. Realschule, eingeschossiger Satteldachbau mit überhöhtem zweigeschossigem Querhaus und hakenförmig angesetzten Flügelbauten, mit Hochparterregeschoss, Ziegelbau mit historistischer Gliederung und farbig abgesetzten Ziegelbändern, Mittelbau von Johannes Otzen 1869/70, Flügelbauten um 1900; abgesetztes Gerätehaus der Realschule, eingeschossiger Satteldachbau mit Ziegelfassade, reduzierter Gliederung und farbig abgesetzten Ziegelbändern, von 1869/70 - Begründung: geschichtlich, wissenschaftlich, städtebaulich - Schutzumfang: ehem. Realschule, Gerätehaus | Fotos hochladen |

## Mehrheit von baulichen Anlagen
| Objekt-ID      | Lage                                                     | Offizielle Bezeichnung                | Beschreibung | Bild            |
| -------------- | -------------------------------------------------------- | ------------------------------------- | --- | --------------- |
| 38897 Wikidata | Schleswiger Straße 3, 5, 7 (54° 39′ 39″ N, 9° 55′ 30″ O) | Wohnhausgruppe Schleswiger Straße 3-7 | Wohnhausgruppe; A. 20. Jh.; drei freistehende Wohnhäuser mit villenartigem Anspruch auf Gartengrundstücken, qualitätvolle Gestaltung in reduzierten Formen des Reformstils - Begründung: geschichtlich, städtebaulich - Schutzumfang: Wohnhäuser Schleswiger Straße 3, 5, 7 | Fotos hochladen |

## Bauliche Anlagen
| Objekt-ID      | Lage                                                   | Offizielle Bezeichnung                    | Beschreibung | Bild                             |
| -------------- | ------------------------------------------------------ | ----------------------------------------- | --- | -------------------------------- |
| 10076          | Am Hafen 3 (54° 39′ 36″ N, 9° 56′ 2″ O)                | Lagerhaus                                 | Alteintragung (Aktualisierung vorgesehen) - Begründung: geschichtlich, städtebaulich - Schutzumfang: gesamtes Objekt - Denkmaltyp: Bauliche Anlage | Fotos hochladen                  |
| 37272          | Am Hafen 11 (54° 39′ 39″ N, 9° 56′ 3″ O)               | Zollamt                                   | Zollamt, zweigeschossiger traufständiger Satteldachbau mit Mittelzwerchhaus und hakenförmig angesetztem Rückgebäude, Portal mit reduziertem Ädikulamotiv, Ziegelbau in expressionistischen Formen, von 1936. - Begründung: geschichtlich, städtebaulich - Schutzumfang: gesamtes Objekt - Denkmaltyp: Bauliche Anlage | BW                               |
| 24307          | Am Hafen 12 (54° 39′ 39″ N, 9° 56′ 3″ O)               | ehem. Bahnhof                             | ehem. Bahnhof der Flensburg-Kappelner Eisenbahn; repräsentativer zweigeschossiger Putzbau in historistischen Formen, Eckrisalite mit geschweiften Giebeln, schiefergedecktes einhüftiges Satteldach - Begründung: geschichtlich, städtebaulich, technisch - Schutzumfang: gesamtes Objekt - Denkmaltyp: Bauliche Anlage | Fotos hochladen                  |
| 42404          | Am Hafen 16 (54° 39′ 42″ N, 9° 56′ 4″ O)               | Fischräucherei Frank                      | Fischräucherei Frank; 1. Hälfte 20. Jh.; schlichter 1 ½-geschossiger Backsteinbau auf unregelmäßigem Grundriss, mit Flachdach und seitlichem Schornsteinaufbau, wasserseitig drei Fensterachsen und schlichtes Traufgesims - Begründung: geschichtlich, städtebaulich - Schutzumfang: gesamtes Äußeres - Denkmaltyp: Bauliche Anlage | BW                               |
| 42405          | Am Hafen 16 (54° 39′ 42″ N, 9° 56′ 3″ O)               | Wohnhaus                                  | Wohnhaus; um 1800; eingeschossiger, in Hanglage errichteter Bau mit pfannengedecktem Satteldach, Fachwerk stellenweise erhalten, Außenmauern zumeist massiv erneuert, an der nördlichen Giebelseite geschlossene Utlucht, nach Osten jüngerer zweiachsiger Zwerchgiebel - Begründung: geschichtlich, städtebaulich - Schutzumfang: gesamtes Objekt - Denkmaltyp: Bauliche Anlage | BW                               |
| 13373          | Am Hafen 19 b (54° 39′ 44″ N, 9° 56′ 5″ O)             | PK-Speicher                               | Der Speicher ist heute ein Hotel. Alteintragung (Aktualisierung vorgesehen) - Begründung: geschichtlich, künstlerisch, städtebaulich - Schutzumfang: gesamtes Objekt - Denkmaltyp: Bauliche Anlage | weitere Fotos \| Fotos hochladen |
| 9330 Wikidata  | Am Hafen (54° 39′ 38″ N, 9° 56′ 12″ O)                 | Heringszaun                               | Alteintragung (Aktualisierung vorgesehen) - Begründung: geschichtlich, wissenschaftlich, technisch - Schutzumfang: gesamtes Objekt - Denkmaltyp: Bauliche Anlage | weitere Fotos \| Fotos hochladen |
| 22983          | Am Hafen (54° 39′ 42″ N, 9° 56′ 3″ O)                  | Treppenstieg zum Kirchhof                 | Treppenstieg zum Kirchhof; spätestens im 18. Jh. angelegt; Twiete mit Kleinpflasterung und gewundener Treppenlauf aus mehrfarbigen Granitstufen - Begründung: geschichtlich, städtebaulich, Kulturlandschaft prägend - Schutzumfang: gesamtes Objekt - Denkmaltyp: Bauliche Anlage | Fotos hochladen                  |
| 27703          | Bahnhofsweg 5-9 (54° 39′ 30″ N, 9° 56′ 1″ O)           | Silo- und Bodenspeicher                   | Alteintragung (Aktualisierung vorgesehen) - Begründung: geschichtlich, künstlerisch, städtebaulich - Schutzumfang: gesamtes Objekt - Denkmaltyp: Bauliche Anlage | BW                               |
| 3139           | Dehnthof 16 (54° 39′ 44″ N, 9° 55′ 59″ O)              | Wohnhaus                                  | Alteintragung (Aktualisierung vorgesehen) - Begründung: geschichtlich, städtebaulich - Schutzumfang: gesamtes Äußeres - Denkmaltyp: Bauliche Anlage | Fotos hochladen                  |
| 48             | Ellenberger Straße 1 (54° 39′ 38″ N, 9° 56′ 26″ O)     | Kate                                      | Kate; um 1800; eingeschossiger giebelständiger Fachwerkbau mit weiß geschlämmten Backsteinausfachungen und reetgedecktem tiefgezogenem Halbwalmdach - Begründung: geschichtlich, städtebaulich, Kulturlandschaft prägend - Schutzumfang: gesamtes Objekt - Denkmaltyp: Bauliche Anlage | BW                               |
| 22970          | Ellenberger Straße (54° 39′ 43″ N, 9° 56′ 53″ O)       | Auferstehungskirche mit Ausstattung       | Alteintragung (Aktualisierung vorgesehen) - Begründung: geschichtlich, künstlerisch, städtebaulich - Schutzumfang: Auferstehungskirche mit Ausstattung, Glockenturm - Denkmaltyp: Bauliche Anlage | Fotos hochladen                  |
| 24332          | Fabrikstraße 11 (54° 39′ 41″ N, 9° 55′ 44″ O)          | Wohnhaus                                  | Wohnhaus; 2. H. 19. Jh.; eingeschossiger giebelständiger Putzbau über fünf Achsen mit pfannengedecktem Satteldach und profiliertem Schweifgiebel, historische Haustür auf der Mittelachse - Begründung: geschichtlich, städtebaulich - Schutzumfang: gesamtes Objekt - Denkmaltyp: Bauliche Anlage | BW                               |
| 1774           | Fabrikstraße 14 (54° 39′ 41″ N, 9° 55′ 37″ O)          | Wohnhaus                                  | Wohnhaus; 1. H. 19. Jh.; eingeschossiger zur Fabrikstraße traufständiger Backsteinbau über neun Achsen mit pfannengedecktem Halbwalmdach, Außenmauern weiß geschlämmt, niedriger Granitsockel - Begründung: geschichtlich, städtebaulich - Schutzumfang: gesamtes Objekt - Denkmaltyp: Bauliche Anlage | BW                               |
| 1509           | Fischergang 2 (54° 39′ 42″ N, 9° 56′ 28″ O)            | ehem. Kate Boysen                         | Alteintragung (Aktualisierung vorgesehen) - Begründung: Alteintragung (Aktualisierung vorgesehen) - Schutzumfang: Alteintragung (Aktualisierung vorgesehen) - Denkmaltyp: Bauliche Anlage | Fotos hochladen                  |
| 13518 Wikidata | Gerichtstraße 1 (54° 39′ 42″ N, 9° 55′ 35″ O)          | Amtsgericht                               | In dem Haus des ehemaligen Amtsgerichtes befinden sich heute die Polizei und die Wasserschutzpolizei. Alteintragung (Aktualisierung vorgesehen) - Begründung: Alteintragung (Aktualisierung vorgesehen) - Schutzumfang: Alteintragung (Aktualisierung vorgesehen) - Denkmaltyp: Bauliche Anlage | weitere Fotos \| Fotos hochladen |
| 21281          | Gerichtstraße 1 (54° 39′ 42″ N, 9° 55′ 35″ O)          | Einfriedung                               | Alteintragung (Aktualisierung vorgesehen) - Begründung: Alteintragung (Aktualisierung vorgesehen) - Schutzumfang: Alteintragung (Aktualisierung vorgesehen) - Denkmaltyp: Bauliche Anlage | Fotos hochladen                  |
| 3140           | Kehrwieder 4 (54° 39′ 40″ N, 9° 56′ 2″ O)              | Wohnhaus                                  | Alteintragung (Aktualisierung vorgesehen) - Begründung: Alteintragung (Aktualisierung vorgesehen) - Schutzumfang: Alteintragung (Aktualisierung vorgesehen) - Denkmaltyp: Bauliche Anlage | Fotos hochladen                  |
| 22984          | Kehrwieder (54° 39′ 40″ N, 9° 56′ 2″ O)                | Treppenstieg Kehrwieder                   | Treppenstieg Kehrwieder; spätestens im 18. Jh. angelegt; mit mehrfarbigen Natursteinen gepflasterte Twiete sowie Treppenlauf mit mehrfarbigen Granitstufen und eiserner Handlauf - Begründung: geschichtlich, städtebaulich, Kulturlandschaft prägend - Schutzumfang: gesamtes Objekt - Denkmaltyp: Bauliche Anlage | Fotos hochladen                  |
| 4082 Wikidata  | Kirchstraße 1 (54° 39′ 42″ N, 9° 56′ 0″ O)             | Kirche St. Nikolai mit Ausstattung        | Die Kirche wurde von 1789 bis 1793 erbaut. Alteintragung (Aktualisierung vorgesehen) - Begründung: geschichtlich, künstlerisch, städtebaulich - Schutzumfang: gesamtes Objekt - Denkmaltyp: Bauliche Anlage | weitere Fotos \| Fotos hochladen |
| 3142           | Mühlenstraße 7 (54° 39′ 37″ N, 9° 55′ 58″ O)           | Wohnhaus                                  | Alteintragung (Aktualisierung vorgesehen) - Begründung: geschichtlich, städtebaulich - Schutzumfang: gesamtes Äußeres - Denkmaltyp: Bauliche Anlage | Fotos hochladen                  |
| 3143           | Mühlenstraße 14 (54° 39′ 36″ N, 9° 55′ 59″ O)          | Wohnhaus                                  | Alteintragung (Aktualisierung vorgesehen) - Begründung: geschichtlich, städtebaulich - Schutzumfang: gesamtes Äußeres - Denkmaltyp: Bauliche Anlage | Fotos hochladen                  |
| 3144           | Mühlenstraße 16 (54° 39′ 36″ N, 9° 55′ 58″ O)          | Wohnhaus                                  | Alteintragung (Aktualisierung vorgesehen) - Begründung: geschichtlich, städtebaulich - Schutzumfang: gesamtes Äußeres - Denkmaltyp: Bauliche Anlage | Fotos hochladen                  |
| 24353          | Mühlenstraße 51 (54° 39′ 39″ N, 9° 55′ 39″ O)          | Altersheim „Margarethenhof“               | Altersheim „Margarethenhof“; 1904/05, Architekt Wilhelm Voigt, Stifter Kanzleirat Wilhelm Seehusen; zweigeschossiger traufständiger Putzbau auf hohem rustiziertem Sockelgeschoss mit Mansarddach in Biberschwanz-Kronendeckung, zu den Giebelseiten Querbauten mit aufwändig gestalteten Giebeln, nach Norden als Seitenflügel vorgezogen, Haupteingang mit Windfang und doppelläufiger Freitreppe nach Süden; schmiedeeiserne Einfriedung - Begründung: geschichtlich, künstlerisch, städtebaulich - Schutzumfang: Altersheim „Margarethenhof“, Einfriedung - Denkmaltyp: Bauliche Anlage | Fotos hochladen                  |
| 24368          | Olpenitzer Dorfstraße 9 (54° 39′ 51″ N, 10° 0′ 0″ O)   | Kate                                      | Kate; 18. Jh.; eingeschossiger Fachwerkbau mit steilem, reetgedecktem Walmdach und im Inneren Resten eines breiten, offenen Schornsteins; anliegend eingeschossiger, ehem. Stallanbau als Ziegelmassivbau mit reetgedecktem Walmdach des 19. Jh. - Begründung: geschichtlich, städtebaulich, Kulturlandschaft prägend - Schutzumfang: Kate, - Denkmaltyp: Bauliche Anlage | BW                               |
| 2832           | Olpenitzer Dorfstraße 22 (54° 39′ 48″ N, 10° 0′ 14″ O) | Fachhallenhaus                            | Alteintragung (Aktualisierung vorgesehen) - Begründung: Alteintragung (Aktualisierung vorgesehen) - Schutzumfang: Alteintragung (Aktualisierung vorgesehen) - Denkmaltyp: Bauliche Anlage | BW                               |
| 7592           | Olpenitzer Dorfstraße 22 (54° 39′ 49″ N, 10° 0′ 15″ O) | Abnahmehaus                               | Alteintragung (Aktualisierung vorgesehen) - Begründung: Alteintragung (Aktualisierung vorgesehen) - Schutzumfang: Alteintragung (Aktualisierung vorgesehen) - Denkmaltyp: Bauliche Anlage | BW                               |
| 7593           | Olpenitzer Dorfstraße 22 (54° 39′ 48″ N, 10° 0′ 15″ O) | Stallgebäude                              | Alteintragung (Aktualisierung vorgesehen) - Begründung: Alteintragung (Aktualisierung vorgesehen) - Schutzumfang: Alteintragung (Aktualisierung vorgesehen) - Denkmaltyp: Bauliche Anlage | BW                               |
| 32189          | Olpenitzer Dorfstraße 22 (54° 39′ 48″ N, 10° 0′ 14″ O) | Bauerngehöft                              | Alteintragung (Aktualisierung vorgesehen) - Begründung: Alteintragung (Aktualisierung vorgesehen) - Schutzumfang: Alteintragung (Aktualisierung vorgesehen) - Denkmaltyp: Bauliche Anlage | Fotos hochladen                  |
| 9042           | Olpenitzer Dorfstraße 36 (54° 39′ 47″ N, 10° 0′ 27″ O) | Langereihekate                            | Alteintragung (Aktualisierung vorgesehen) - Begründung: geschichtlich, städtebaulich - Schutzumfang: gesamtes Objekt - Denkmaltyp: Bauliche Anlage | Fotos hochladen                  |
| 1150           | Ostseestraße 5 (54° 39′ 48″ N, 9° 59′ 26″ O)           | Gut Olpenitz: Herrenhaus                  | Alteintragung (Aktualisierung vorgesehen) - Begründung: Alteintragung (Aktualisierung vorgesehen) - Schutzumfang: Alteintragung (Aktualisierung vorgesehen) - Denkmaltyp: Bauliche Anlage | BW                               |
| 1488           | Ostseestraße 5 (54° 39′ 45″ N, 9° 59′ 31″ O)           | Gut Olpenitz: Torhaus                     | Alteintragung (Aktualisierung vorgesehen) - Begründung: Alteintragung (Aktualisierung vorgesehen) - Schutzumfang: Alteintragung (Aktualisierung vorgesehen) - Denkmaltyp: Bauliche Anlage | Fotos hochladen                  |
| 1221           | Ostseestraße 5 (54° 39′ 45″ N, 9° 59′ 29″ O)           | Gut Olpenitz: Kornscheune                 | Alteintragung (Aktualisierung vorgesehen) - Begründung: Alteintragung (Aktualisierung vorgesehen) - Schutzumfang: Alteintragung (Aktualisierung vorgesehen) - Denkmaltyp: Bauliche Anlage | Fotos hochladen                  |
| 1405           | Ostseestraße 5 (54° 39′ 48″ N, 9° 59′ 29″ O)           | Gut Olpenitz: Pferdestall                 | Alteintragung (Aktualisierung vorgesehen) - Begründung: Alteintragung (Aktualisierung vorgesehen) - Schutzumfang: Alteintragung (Aktualisierung vorgesehen) - Denkmaltyp: Bauliche Anlage | BW                               |
| 9044           | Poststraße 2 (54° 39′ 39″ N, 9° 56′ 0″ O)              | Löwenplastik                              | Auf dem Wappen des Löwen befindet sich folgende Inschrift: „DER HERR BEHÜT DIES HAUS + DIE DA GEHEN EIN UND AUS“. Alteintragung (Aktualisierung vorgesehen) - Begründung: geschichtlich, künstlerisch, städtebaulich - Schutzumfang: gesamtes Objekt - Denkmaltyp: Bauliche Anlage | Fotos hochladen                  |
| 37273          | Poststraße 4 (54° 39′ 39″ N, 9° 55′ 59″ O)             | Postamt                                   | Postamt; 1897; zweigeschossiger Backsteinbau in Traufstellung mit Satteldach, Fassade mit historistisch-neugotischer Gliederung, Eckrisalite, Giebelrisalit, Blendgiebel mit Giebeltürmchen - Begründung: geschichtlich, städtebaulich - Schutzumfang: gesamtes Objekt - Denkmaltyp: Bauliche Anlage | BW                               |
| 24374          | Poststraße 10 (54° 39′ 40″ N, 9° 55′ 57″ O)            | Kinogebäude                               | Kinogebäude, vormals Mädchenschulgebäude, giebelständiger eingeschossiger Satteldachbau, Eingang und südlicher Durchgang mit Ädikulamotiv, im Norden flachgedeckter Nebengebäudeanbau, im Westen niedriger Kinosaalanbau mit Blendbögen und südlichem Pultdachanbau, in Ziegelbauweise, Straßenfassade verputzt und mit reduzierter Gliederung sowie ornamentalen Eisenankern, im Inneren bauzeitliche Eingangshalle, von 1932 - Begründung: geschichtlich, städtebaulich - Schutzumfang: gesamtes Objekt - Denkmaltyp: Bauliche Anlage | weitere Fotos \| Fotos hochladen |
| 3145           | Prinzenstraße 22-22a (54° 39′ 36″ N, 9° 55′ 44″ O)     | Wohnhaus                                  | Alteintragung (Aktualisierung vorgesehen) - Begründung: geschichtlich, städtebaulich - Schutzumfang: gesamtes Äußeres - Denkmaltyp: Bauliche Anlage | Fotos hochladen                  |
| 9043           | Prinzenstraße 38 (54° 39′ 36″ N, 9° 55′ 37″ O)         | Wohnhaus mit Bauplastik                   | Alteintragung (Aktualisierung vorgesehen) - Begründung: geschichtlich, wissenschaftlich, künstlerisch - Schutzumfang: gesamtes Objekt - Denkmaltyp: Bauliche Anlage | Fotos hochladen                  |
| 3146           | Querstraße 17 (54° 39′ 41″ N, 9° 55′ 51″ O)            | Wohn- und Geschäftshaus                   | Alteintragung (Aktualisierung vorgesehen) - Begründung: geschichtlich, städtebaulich - Schutzumfang: gesamtes Äußeres - Denkmaltyp: Bauliche Anlage | Fotos hochladen                  |
| 3147 Wikidata  | Reeperbahn 2 (54° 39′ 48″ N, 9° 55′ 44″ O)             | ehem. Realschule                          | Rathaus, Alteintragung (Aktualisierung vorgesehen) - Begründung: geschichtlich, wissenschaftlich, städtebaulich - Schutzumfang: Alteintragung (Aktualisierung vorgesehen) - Denkmaltyp: Bauliche Anlage, Sachgesamtheit: ehem. Realschule mit Gerätehaus | Fotos hochladen                  |
| 24394          | Reeperbahn 2 (54° 39′ 48″ N, 9° 55′ 46″ O)             | Gerätehaus                                | Alteintragung (Aktualisierung vorgesehen) - Begründung: geschichtlich, städtebaulich - Schutzumfang: Alteintragung (Aktualisierung vorgesehen) - Denkmaltyp: Bauliche Anlage, Sachgesamtheit: ehem. Realschule mit Gerätehaus | Fotos hochladen                  |
| 24395          | Reeperbahn 4 (54° 39′ 48″ N, 9° 55′ 51″ O)             | ehem. Grundschule                         | ehem. Grundschule, freistehender eingeschossiger Satteldachbau mit Sockelgeschoss, Stufengiebeln, straßenseitigem Mittelzwerchhaus und rückwärtigem Treppenhausrisalit, Sichtziegelfassade, um 1930 - Begründung: geschichtlich, wissenschaftlich, städtebaulich - Schutzumfang: gesamtes Objekt - Denkmaltyp: Bauliche Anlage | BW                               |
| 7396           | Roest 3 (54° 39′ 41″ N, 9° 53′ 46″ O)                  | Gutskate                                  | Gutskate; im Kern 18. Jh.; Kate der Fischzucht von Gut Roest, eingeschossiger Fachwerkbau mit Ziegelausfachung und reetgedecktem Satteldach, rückseitig mit überwalmtem Anbau verlängert; zugehörig kleines Nebengebäude mit Reetdach; 19. Jh. - Begründung: geschichtlich, Kulturlandschaft prägend - Schutzumfang: Gutskate, Nebengebäude - Denkmaltyp: Bauliche Anlage | BW                               |
| 1076           | Roest 7 (54° 39′ 29″ N, 9° 53′ 36″ O)                  | Gut Roest: Herrenhaus                     | Alteintragung (Aktualisierung vorgesehen) - Begründung: Alteintragung (Aktualisierung vorgesehen) - Schutzumfang: Alteintragung (Aktualisierung vorgesehen) - Denkmaltyp: Bauliche Anlage | BW                               |
| 1209           | Roest (54° 39′ 35″ N, 9° 53′ 41″ O)                    | Gut Roest: Zufahrtsstraße                 | Alteintragung (Aktualisierung vorgesehen) - Begründung: Alteintragung (Aktualisierung vorgesehen) - Schutzumfang: Alteintragung (Aktualisierung vorgesehen) - Denkmaltyp: Bauliche Anlage | weitere Fotos \| Fotos hochladen |
| 30928          | Roest (54° 39′ 37″ N, 9° 53′ 41″ O)                    | Gut Roest: Lindenallee (Zufahrt)          | Alteintragung (Aktualisierung vorgesehen) - Begründung: Alteintragung (Aktualisierung vorgesehen) - Schutzumfang: Alteintragung (Aktualisierung vorgesehen) - Denkmaltyp: Bauliche Anlage | weitere Fotos \| Fotos hochladen |
| 1406           | Roest 7 (54° 39′ 33″ N, 9° 53′ 40″ O)                  | Gut Roest: Torhaus                        | Alteintragung (Aktualisierung vorgesehen) - Begründung: Alteintragung (Aktualisierung vorgesehen) - Schutzumfang: Alteintragung (Aktualisierung vorgesehen) - Denkmaltyp: Bauliche Anlage | weitere Fotos \| Fotos hochladen |
| 1407           | Roest 7 (54° 39′ 33″ N, 9° 53′ 36″ O)                  | Gut Roest: Gutsscheune                    | Alteintragung (Aktualisierung vorgesehen) - Begründung: Alteintragung (Aktualisierung vorgesehen) - Schutzumfang: Alteintragung (Aktualisierung vorgesehen) - Denkmaltyp: Bauliche Anlage | weitere Fotos \| Fotos hochladen |
| 1410           | Roest 7 (54° 39′ 30″ N, 9° 53′ 40″ O)                  | Gut Roest: Kavalierhaus                   | Alteintragung (Aktualisierung vorgesehen) - Begründung: Alteintragung (Aktualisierung vorgesehen) - Schutzumfang: Alteintragung (Aktualisierung vorgesehen) - Denkmaltyp: Bauliche Anlage | weitere Fotos \| Fotos hochladen |
| 1411           | Roest 7 (54° 39′ 29″ N, 9° 53′ 38″ O)                  | Gut Roest: Speicher                       | Alteintragung (Aktualisierung vorgesehen) - Begründung: Alteintragung (Aktualisierung vorgesehen) - Schutzumfang: Alteintragung (Aktualisierung vorgesehen) - Denkmaltyp: Bauliche Anlage | BW                               |
| 1190           | Roest 7 (54° 39′ 30″ N, 9° 53′ 37″ O)                  | Gut Roest: Granitquaderbrücke             | Alteintragung (Aktualisierung vorgesehen) - Begründung: Alteintragung (Aktualisierung vorgesehen) - Schutzumfang: Alteintragung (Aktualisierung vorgesehen) - Denkmaltyp: Bauliche Anlage | BW                               |
| 7243           | Roest 7 (54° 39′ 32″ N, 9° 53′ 38″ O)                  | Gut Roest: Schweinestall                  | Alteintragung (Aktualisierung vorgesehen) - Begründung: Alteintragung (Aktualisierung vorgesehen) - Schutzumfang: Alteintragung (Aktualisierung vorgesehen) - Denkmaltyp: Bauliche Anlage | BW                               |
| 7244           | Roest 7 (54° 39′ 30″ N, 9° 53′ 36″ O)                  | Gut Roest: Backhaus                       | Alteintragung (Aktualisierung vorgesehen) - Begründung: Alteintragung (Aktualisierung vorgesehen) - Schutzumfang: Alteintragung (Aktualisierung vorgesehen) - Denkmaltyp: Bauliche Anlage | BW                               |
| 7245           | Roest 7 (54° 39′ 31″ N, 9° 53′ 38″ O)                  | Gut Roest: Brunnen im Hof                 | Alteintragung (Aktualisierung vorgesehen) - Begründung: Alteintragung (Aktualisierung vorgesehen) - Schutzumfang: Alteintragung (Aktualisierung vorgesehen) - Denkmaltyp: Bauliche Anlage | BW                               |
| 7394           | Roest (54° 39′ 43″ N, 9° 53′ 53″ O)                    | ehem. Eiskeller                           | ehem. Eiskeller; 18. Jh.; auf Geländesporn, ursprünglich etwa 7 m in das Erdreich eingetiefter, Trockenmauerwerk-Rundbau von circa 4 m Durchmesser aus abgerichteten Granit-Feldsteinen - Begründung: geschichtlich, Kulturlandschaft prägend - Schutzumfang: ehem. Eiskeller, - Denkmaltyp: Bauliche Anlage | BW                               |
| 24397          | Sandbek-Dorfstraße 21 (54° 40′ 31″ N, 9° 54′ 40″ O)    | Wohnhaus                                  | Wohnhaus; 2. Hälfte 19. Jh.; eingeschossiger geschlämmter Backsteinbau mit Halbwalmdach, breiter firsthoher Zwerchgiebel mit Freigespärre, reduzierte Fassadenzier, historische Oberlichttür - Begründung: geschichtlich, Kulturlandschaft prägend - Schutzumfang: gesamtes Objekt - Denkmaltyp: Bauliche Anlage | BW                               |
| 9028 Wikidata  | Schleimünde (54° 40′ 1″ N, 10° 2′ 1″ O)                | Leuchtturm „Schleimünde“                  | Der runde, aus gelben Klinkermauerwerk und mit einer kupfernen Laterne hergestellte Turm wurde im Jahre 1871 auf der Nordmole erbaut. Die ursprüngliche Laterne wurde 1907 durch die heutige Laterne ersetzt. Mittlerweile änderte sich das äußere Erscheinungsbild des Turmes achtmal: bis 1890 gelbes Klinkermauerwerk, dann ein dunkelgrauer Anstrich, 1907 gelber Anstrich, 1913 hellgrau, 1920 schachbrettartig in Weiß und Rot, 1955 schachbrettartig Weiß und Schwarz und ab 1961 weißer Turm mit einem schwarzen Band und einer schwarzen Laterne. Seit 2015 zeigt sich der Leuchtturm nun in Weiß mit einem grünen Band und einer grünen Laterne. Leuchtturm „Schleimünde“; 1871; Ansteuerungs- und Orientierungsfeuer, runder Backsteinturm aus gelbem Backstein (heute verkleidet) mit Eisenlaterne von 1907; Nordmole aus Bruchsteinmauerwerk - Begründung: geschichtlich, technisch, Kulturlandschaft prägend - Schutzumfang: Leuchtturm „Schleimünde“, Mole - Denkmaltyp: Bauliche Anlage | weitere Fotos \| Fotos hochladen |
| 9300           | Schleswiger Straße 1 (54° 39′ 39″ N, 9° 55′ 35″ O)     | Müllerwohnhaus                            | Alteintragung (Aktualisierung vorgesehen) - Begründung: Alteintragung (Aktualisierung vorgesehen) - Schutzumfang: Alteintragung (Aktualisierung vorgesehen) - Denkmaltyp: Bauliche Anlage | Fotos hochladen                  |
| 9301           | Schleswiger Straße 1 (54° 39′ 40″ N, 9° 55′ 34″ O)     | Stall                                     | Alteintragung (Aktualisierung vorgesehen) - Begründung: Alteintragung (Aktualisierung vorgesehen) - Schutzumfang: Alteintragung (Aktualisierung vorgesehen) - Denkmaltyp: Bauliche Anlage | Fotos hochladen                  |
| 3148 Wikidata  | Schleswiger Straße 1 (54° 39′ 39″ N, 9° 55′ 34″ O)     | Windmühle                                 | Alteintragung (Aktualisierung vorgesehen) - Begründung: Alteintragung (Aktualisierung vorgesehen) - Schutzumfang: Alteintragung (Aktualisierung vorgesehen) - Denkmaltyp: Bauliche Anlage | weitere Fotos \| Fotos hochladen |
| 6113           | Schleswiger Straße 1 a (54° 39′ 39″ N, 9° 55′ 33″ O)   | Sägewerk                                  | Alteintragung (Aktualisierung vorgesehen) - Begründung: Alteintragung (Aktualisierung vorgesehen) - Schutzumfang: Alteintragung (Aktualisierung vorgesehen) - Denkmaltyp: Bauliche Anlage | Fotos hochladen                  |
| 9378           | Schleswiger Straße 1 a (54° 39′ 40″ N, 9° 55′ 35″ O)   | Lagerschuppen                             | Alteintragung (Aktualisierung vorgesehen) - Begründung: Alteintragung (Aktualisierung vorgesehen) - Schutzumfang: Alteintragung (Aktualisierung vorgesehen) - Denkmaltyp: Bauliche Anlage | BW                               |
| 24403          | Schmiedestraße 13 - 15 (54° 39′ 45″ N, 9° 55′ 53″ O)   | Stadtbücherei                             | Stadtbücherei, ehem. Wohnhaus; 1912–13, Planung Johann Theede für Wilhelm Blaas; traufständiger, winkelförmiger, zweigeschossiger Backsteinbau mit hohem Walmdach, Gesims, Schmuckportal mit Sprenggiebel, Erdgeschossfenster mit skulptierten Schlusssteinen aus Sandstein - Schutzumfang: gesamtes Äußeres - Begründung: Geschichtlich, Städtebaulich | BW                               |
| 4083 Wikidata  | Schmiedestraße 47 (54° 39′ 44″ N, 9° 55′ 40″ O)        | Friedhofskapelle mit Ausstattung          | Alteintragung (Aktualisierung vorgesehen) - Begründung: geschichtlich, künstlerisch, städtebaulich - Schutzumfang: Alteintragung (Aktualisierung vorgesehen) - Denkmaltyp: Bauliche Anlage | weitere Fotos \| Fotos hochladen |
| 22973          | Schmiedestraße 47 (54° 39′ 44″ N, 9° 55′ 41″ O)        | Friedhofstor                              | Alteintragung (Aktualisierung vorgesehen) - Begründung: geschichtlich, städtebaulich - Schutzumfang: Alteintragung (Aktualisierung vorgesehen) - Denkmaltyp: Bauliche Anlage | Fotos hochladen                  |
| 9708           | Wassermühlenstraße 12 (54° 39′ 53″ N, 9° 55′ 52″ O)    | Kirchenkreisgebäude (ehemaliges Pastorat) | Alteintragung (Aktualisierung vorgesehen) - Begründung: geschichtlich, künstlerisch - Schutzumfang: gesamtes Objekt - Denkmaltyp: Bauliche Anlage | Fotos hochladen                  |
| 26727          | Roest (54° 39′ 31″ N, 9° 53′ 36″ O)                    | Gut Roest                                 | Alteintragung (Aktualisierung vorgesehen) - Begründung: Alteintragung (Aktualisierung vorgesehen) - Schutzumfang: Alteintragung (Aktualisierung vorgesehen) - Denkmaltyp: Bauliche Anlage | Fotos hochladen                  |

## Gründenkmale
| Objekt-ID      | Lage                                       | Offizielle Bezeichnung | Beschreibung | Bild            |
| -------------- | ------------------------------------------ | ---------------------- | --- | --------------- |
| 22978 Wikidata | Kirchstraße 1 (54° 39′ 43″ N, 9° 56′ 1″ O) | Kirchhof               | Alteintragung (Aktualisierung vorgesehen) - Begründung: geschichtlich, Kulturlandschaft prägend - Schutzumfang: Kirchhof, Granitböschungsmauern, Lindenreihen - Denkmaltyp: Gründenkmal                                                      | Fotos hochladen |
| 42434          | Kirchstraße 1 (54° 39′ 41″ N, 9° 56′ 1″ O) | Doppeleiche            | Doppeleiche; 1898; zum 50-jährigen Jubiläum der Schleswig-Holsteinischen Erhebung gepflanzt; mit Gedenkstein - Begründung: geschichtlich, wissenschaftlich, städtebaulich - Schutzumfang: Doppeleiche, Gedenkstein - Denkmaltyp: Gründenkmal | Fotos hochladen |
| 7246 Wikidata  | Roest 7 (54° 39′ 31″ N, 9° 53′ 32″ O)      | Garten                 | Alteintragung (Aktualisierung vorgesehen) - Begründung: geschichtlich, Kulturlandschaft prägend - Schutzumfang: gesamtes Objekt - Denkmaltyp: Gründenkmal                                                                                    | Fotos hochladen |

## Ehemalige Kulturdenkmale
| Objekt-ID | Lage                                          | Offizielle Bezeichnung | Beschreibung | Bild |
| --------- | --------------------------------------------- | ---------------------- | --- | ---- |
| 24419     | Wilhelminenhöh 2 (54° 39′ 52″ N, 9° 53′ 5″ O) | Wohnhaus               | ehemalig; Wohnhaus; ca. Mitte 19. Jh.; wohl ehem. Doppelkate, eingeschossiger, geschlämmter Backsteinbau unter reetgedecktem Schopfwalmdach, scheitrechte Fenster- und Türöffnungen, gemauerte Schornsteinköpfe | BW   |

## Quelle
- Liste der Kulturdenkmale in Schleswig-Holstein – Kreis Schleswig-Flensburg

- Karte mit allen Koordinaten:
- OSM |
- WikiMap

Ahneby |
Alt Bennebek |
Arnis |
Ausacker |
Bergenhusen |
Böel |
Böklund |
Bollingstedt |
Boren |
Borgwedel |
Börm |
Böxlund |
Brodersby-Goltoft |
Busdorf |
Dannewerk |
Dollerup |
Dörpstedt |
Eggebek |
Ellingstedt |
Erfde |
Esgrus |
Fahrdorf |
Freienwill |
Gelting |
Geltorf |
Glücksburg (Ostsee) |
Grödersby |
Groß Rheide |
Großenwiehe |
Großsolt |
Grundhof |
Handewitt |
Harrislee |
Hasselberg |
Havetoft |
Hollingstedt |
Holt |
Hörup |
Hürup |
Husby |
Hüsby |
Idstedt |
Jagel |
Janneby |
Jardelund |
Jerrishoe |
Jörl |
Jübek |
Kappeln |
Klappholz |
Klein Bennebek |
Klein Rheide |
Kronsgaard |
Kropp |
Langballig |
Langstedt |
Lindewitt |
Loit |
Lottorf |
Lürschau |
Maasholm |
Medelby |
Meggerdorf |
Meyn |
Mittelangeln |
Mohrkirch |
Munkbrarup |
Neuberend |
Nieby |
Niesgrau |
Norderbrarup |
Nordhackstedt |
Nottfeld |
Nübel |
Oersberg |
Oeversee |
Osterby |
Pommerby |
Rabel |
Rabenholz |
Rabenkirchen-Faulück |
Ringsberg |
Rügge |
Saustrup |
Schaalby |
Schafflund |
Scheggerott |
Schleswig |
Schnarup-Thumby |
Schuby |
Selk |
Sieverstedt |
Silberstedt |
Sollerup |
Sörup |
Stangheck |
Stapel |
Steinberg |
Steinbergkirche |
Steinfeld |
Sterup |
Stolk |
Stoltebüll |
Struxdorf |
Süderbrarup |
Süderfahrenstedt |
Süderhackstedt |
Taarstedt |
Tarp |
Tetenhusen |
Tielen |
Tolk |
Treia |
Twedt |
Uelsby |
Ulsnis |
Wagersrott |
Wallsbüll |
Wanderup |
Wees |
Weesby |
Westerholz |
Wohlde